# 坂上正野
坂上 正野（さかのうえ の まさの）は、平安時代初期から前期にかけての貴族。大納言・坂上田村麻呂の五男。官位は従四位下・治部大輔。

## 経歴
淳和朝の天長5年（828年）従五位下に叙爵。
掃部頭を経て、承和14年（847年）宮内大輔、承和15年（848年）治部大輔と仁明朝後半は京官を歴任し、この間の承和11年（844年）従五位上に叙せられている。
文徳朝に入っても嘉祥3年（850年）右馬頭と京官を務めるが、仁寿2年（852年）相模守に転じると、仁寿3年（853年）越後権守と地方官を歴任した。また、斉衡元年（854年）には正五位下に叙せられている。
清和朝の貞観2年（860年）従四位下に至る。貞観5年（863年）同じく漢系渡来人の秦比津麻呂が秦忌寸姓から民伊美吉姓への復姓を行う際に正野が上表を行っており、当時漢系渡来氏族の氏上的な立場にあったか。

## 官歴
『六国史』による。
- 時期不詳：正六位上
- 天長5年（828年） 正月7日：従五位下
- 承和10年（843年） 4月21日：見掃部頭
- 承和11年（844年） 正月7日：従五位上
- 承和14年（847年） 2月11日：宮内大輔
- 承和15年（848年） 2月14日：治部大輔
- 嘉祥3年（850年） 8月5日：右馬頭
- 仁寿2年（852年） 2月15日：相模守
- 仁寿3年（853年） 正月16日：越後権守
- 斉衡元年（854年） 正月7日：正五位下
- 貞観2年（860年） 11月16日：従四位下

## 系譜
「坂上系図」（『続群書類従』巻第185所収）による。
- 父：坂上田村麻呂
- 母：不詳
- 生母不明の子女
  - 男子：坂上実雄
  - 男子：坂上貞雄